# Eumenogaster caurensis
Eumenogaster caurensis là một loài bướm đêm thuộc phân họ Arctiinae, họ Erebidae.